# Божоли, Роджер
Роджер Марк Божо́ли (англ. Roger Mark Boisjoly; 25 апреля 1938, Лоуэлл, Массачусетс, США — 6 января 2012, Нифай, Юта, США) — американский инженер-гидромеханик и аэродинамик, работавший в компании Thiokol по производству твердотопливных ускорителей для космических челноков НАСА. Известен тем, что пытался предотвратить возможную катастрофу шаттла «Челленджер», проведя собственное расследование и сделав вывод о смертельной опасности запуска челнока в холодную погоду. За день до запуска он безуспешно пытался отговорить НАСА от запуска «Челленджера», не сумев их убедить в том, что любое резиновое кольцо на твердотопливном ракетном ускорителе при холодной погоде может разорваться и привести к гибели всего корабля.

## Биография

### Ранние годы
Божоли родился 25 апреля 1938 года в городе Лоуэлл (штат Массачусетс). Он окончил Массачусетский университет в Лоуэлле, получив диплом инженера-механика, и проработал в аэрокосмической промышленности на протяжении 27 лет, занимая посты в разных компаниях Калифорнии и осуществляя разработку лунного автомобиля и лунных модулей поддержки жизнеобеспечения. Был известен как первоклассный учёный, решающий различные проблемы. По вероисповеданию был мормоном и заботился о семье, вследствие чего в 1980 году согласился на переход в компанию Morton Thiokol в штате Юта и даже на меньшую зарплату, чтобы быть поближе к семье. Там он занимался разработкой твердотопливных ракетных ускорителей для шаттлов НАСА.

### Расследование Божоли
В июле 1985 года Божоли, занимаясь исследованием технологии безопасности шаттлов, составил записку для компании «Morton Thiokol», в которой сообщил о том, что если погода будет слишком холодной, то уплотнительные кольца (англ. O-rings), соединяющие секции твердотопливных ускорителей челнока, могут выйти из строя, и возможная катастрофа может привести к гибели челнока. Божоли основывался на наблюдениях за шаттлом «Дискавери», вернувшимся из экспедиции STS-51C: по данным Божоли, первое резиновое кольцо (верхнее) на одном из ракетных ускорителей было полностью разрушено, а второе (нижнее) было серьёзно повреждено, но не было разрушено до конца; его толщина составляла 1 мм в самой слабой части. Божоли отметил, что первое кольцо было ослаблено из-за низких температур ночью и уже не могло сдерживать горячие газы. Разрыв второго, нижнего кольца мог бы стать катастрофическим и привести к гибели всего челнока с экипажем. Считалось, что запуск «Дискавери» прошёл при температуре 10 °C.
Твердотопливные ракетные ускорители были соединены с шаттлом при помощи особых звеньев, а резиновые кольца были установлены специально для того, чтобы не выпускать высокотемпературные газы, которые могли бы прожечь топливный бак или разрушить звенья и привести к столкновению ускорителя с баком. Кольца должны были быть достаточно гибкими, чтобы не разорваться под давлением и не позволить также высокотемпературным газам выбраться наружу. Однако наблюдения Божоли показали, что резиновые кольца, достаточно серьёзно повреждённые, могли быть при следующем цикле зажигания разорваны полностью. Вследствие этого горячие газы выбрались бы наружу и прожгли бы бак, что привело бы ко взрыву космического челнока. Если же кольцо промерзало и теряло гибкость, то ему требовалось больше времени, чтобы отреагировать и заблокировать проникновение высокотемпературных газов наружу, к тому же чрезмерное давление могло его и в этом случае разорвать.
Божоли немедленно отправил записку своему начальству, но не получил никакой реакции. Он срочно создал специальную группу для исследования эффекта холода на ракеты-носители, но её работа затянулась из-за бюрократических трудностей и необходимости как можно скорее подготовиться к запуску следующего челнока. В конце 1985 года Божоли снова пытался убедить своё руководство не запускать шаттл, пока не будет гарантирована его безопасность и пока проблему с герметичными кольцами не разрешат, однако потерпел неудачу.

### Катастрофа «Челленджера»
В ночь с 27 на 28 января 1986 года температура упала до −1 °C, и Божоли с коллегами предпринял последнюю попытку предотвратить катастрофу, обратившись к руководству «Morton Thiokol». Он устроил телеконференцию с НАСА вместе с ещё четырьмя инженерами (во главе с Бобом Эбелингом), а в качестве главного аргумента предоставил фотографии с повреждениями «Дискавери», призвав менеджеров компании и сотрудников НАСА не игнорировать факты и не запускать корабль, опасаясь, что он взорвётся прямо на старте. Также призвал остановить запуск корабля и президент аэрокосмической компании «Rockwell» Рокко Петроне, который заметил множество сосулек на топливопроводах и распределительных ящиках на стартовой площадке на мысе Канаверал.
Четыре вице-президента «Morton Thiokol» сошли с телеконференции, чтобы посовещаться друг с другом, однако в конце концов отвергли доводы Божоли, назвав их предчувствиями, а не обоснованными научно предположениями, и раскритиковав идею переноса полёта. Глава отдела НАСА по ракетным ускорителям Лоренс Маллой из центра космических полётов в Хантсвилле накричал на представителей фирм и заявил, что не потерпит очередного переноса полёта. Вице-президент компании «Morton Thiokol» Джеральд Мейсон также нарушил своё слово принять решение в зависимости от позиции инженеров и потребовал от своего коллеги Роберта Лунда думать не как инженер, а как менеджер. Мейсон окончательно одобрил запуск корабля, а Божоли в знак протеста ушёл с заседания.
Божоли присутствовал следующим утром при запуске. Когда «Челленджер» взлетел, Божоли подумал, что его самые страшные опасения не оправдались, однако на 58-й секунде горячие газы вырвались из ракетного ускорителя, прорвавшись через кольцо, и это привело к пожару. Спустя 73 секунды после старта прогремел взрыв топливного бака, и «Челленджер» разрушился в воздухе. Весь экипаж из 7 человек погиб, а потрясённый Божоли в течение всего дня не мог успокоиться, считая, что не смог спасти экипаж от гибели.

## После катастрофы
Президент США Рональд Рейган создал президентскую комиссию для расследования. Божоли был вызван в качестве свидетеля и дал показания, обнародовав свою докладную записку и ряд корпоративных документов и рассказав о том, на основании каких исследований он сделал свои выводы о возможной катастрофе. Его показания стали сенсационными в расследовании гибели челнока, но Божоли подвергся остракизму в компании: его исключили из космической группы, а коллеги прекратили всякое общение с ним. Здоровье Божоли также было ослаблено: у него начались головные боли и депрессия, он также частично потерял зрение и чуть не рассорился с семьёй.
В 1987 году Божоли ушёл из компании и даже подал в суд на неё, но проиграл дело. Однако научное сообщество США оказало поддержку инженеру: в 1988 году его наградили Премией за научную свободу и ответственность от Американской ассоциации продвижения науки. Сам же Божоли считал, что на его стороне была только астронавт Салли Райд, которая была свидетельницей в комиссии по расследованию крушения «Челленджера». Позднее он читал лекции в университетах на тему корпоративной этики, не раз приводя скандал с менеджерами «Morton Thiokol» как пример принятия решения в нарушение этических норм, а также экспертом в судебных инженерных расследованиях.
Божоли собрал 14 ящиков с документами, которые он когда-либо получал за 7 лет, и 13 мая 2010 года передал их университету Чепмена в Оранж (штат Калифорния). Библиотекарь Рэнд Бойд сообщил, что материалы будут переданы в архив и через полгода или год станут доступны для посетителей библиотеки. Материалы своего расследования он также предоставил для документального сериала «Секунды до катастрофы», дав интервью о событиях, связанных с катастрофой, и рассказав о своих переживаниях.
6 января 2012 года Роджер Божоли скончался в возрасте 73 лет от рака кишечника, почек и печени. Он оставил жену Роберту, двух дочерей и восемь внуков.